# Jaume Mata i Romeu
Jaume Mata i Romeu (L'Arboçar, Avinyonet del Penedès, Alt Penedès, 13 de gener de 1919 — Vilanova i la Geltrú, Garraf, 31 d'octubre de 2004), va ser un aviador del bàndol republicà durant la Guerra Civil espanyola.
Als quinze anys es va traslladar a Barcelona per a treballar com a mosso de magatzem a una botiga de queviures. L'any 1936, quan només tenia 17 anys, s'allistà com a voluntari, i el van traslladar a l'acadèmia militar de Kirovabad (actual Gyandzha), a l'Azerbaidjan soviètic, on cursà estudis de pilot militar, i aprengué a pilotar els avions Tupolev SB-2, els anomenats "Katiuska". L'any 1937, amb 18 anys, torna a l'Estat espanyol, i s'incorpora a les Forces Armades de la República Espanyola (FARE), destinat a la base de Sisante (Província de Conca), a les ordres d'Enrique Pereira, i com a cap de la 4a Esquadrilla. Des d'allà va participar en els bombardejos de Madrid i Terol, en els combats durant la batalla de l'Ebre així com en l'enfonsament del creuer Baleares. El final de la guerra el sorprengué a Alacant, on fou jutjat i condemnat a vint anys i sis mesos de presó.
Durant la dècada de 1940 es va reincorporar a la vida pública, quan revalida la seva llicència de vol i tornar a volar, ara en la modalitat esportiva, fins a mitjans dels anys setanta del segle xx. Durant aquells anys fou el president de l'Aeroclub de Barcelona-Sabadell. A més, el 1976 fundà l'Associació d'Aviadors de la República (ADAR), que pretenia localitzar i reagrupar la diàspora d'aviadors republicans exiliats i de la qual fou el primer president.
També feu incursions en la política, i el 1977 va presidir la branca catalana del Partit Socialista Popular, que el 1978 es va fusionar amb el PSOE). També el 1977 va iniciar un litigi per al reconeixement dels drets dels militars de la República Espanyola i la reconciliació. Aquest objectiu es va culminar el 1985 amb l'erecció d'un monument ubicat a la plaça de la Lleialtat de Madrid.